# (2806) Graz
(2806) Graz ist ein Asteroid des inneren Hauptgürtels. Er wurde am 7. April 1953 vom deutschen Astronomen Karl Wilhelm Reinmuth an der Landessternwarte Heidelberg-Königstuhl der Universität Heidelberg entdeckt und besitzt einen Durchmesser von circa dreizehn Kilometern.
Der Asteroid ist nach der steirischen Landeshauptstadt Graz benannt.